# Carlo Savonuzzi
Carlo Savonuzzi (Ferrara, 18 agosto 1897 – San Remo, 26 dicembre 1973) è stato un ingegnere italiano.

## Biografia
Savonuzzi, laureato in ingegneria civile nel 1922, nel 1924 divenne direttore tecnico della Società Idroelettrica della Secchia. Nel 1926 venne nominato ingegnere di sezione del Comune di Ferrara e contribuì con i suoi progetti, in stretta collaborazione col podestà Renzo Ravenna e del suo gruppo, che aveva in Italo Balbo il principale referente, alla trasformazione e all'ammodernamento del tessuto urbano della città estense ad inizio '900.

## Opere progettate a Ferrara
- Acquedotto
- Stadio Paolo Mazza

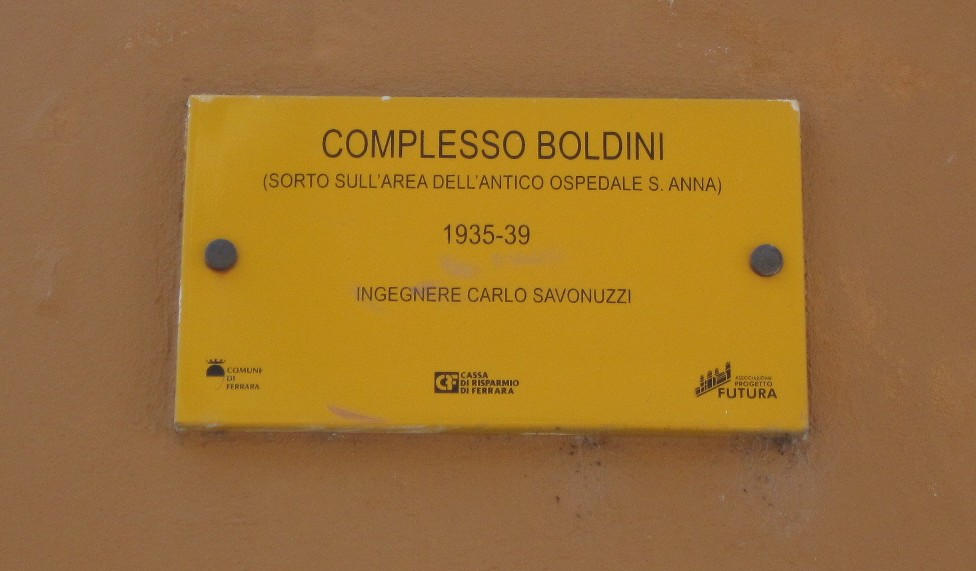
Ferrara, Complesso Boldini. Targa commemorativa storica, ing. Carlo Savonuzzi

- Torre della Vittoria, Palazzo Municipale
- Foro Boario
- Scuola elementare Alda Costa
- Mercato del pesce, via Cortevecchia (non più esistente)
- Museo di storia naturale
- Conservatorio Girolamo Frescobaldi
- Ex Linificio Canapificio
- Complesso Boldini